# MAN NG 272

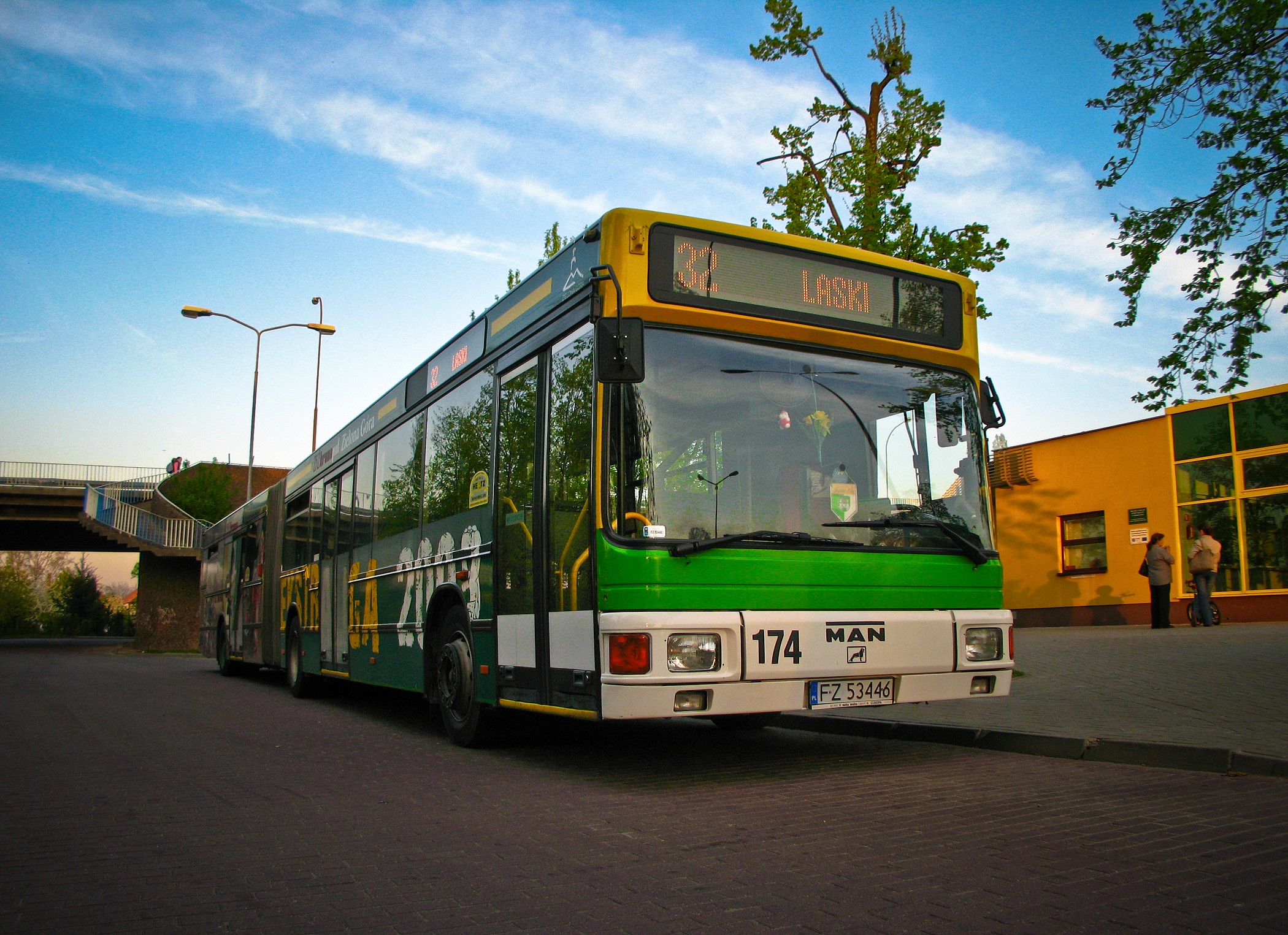
MAN NG 272 a lengyelországi Zielona Góra városban.

Az MAN 1990-ben mutatta be az NL 202-es típus csuklós változatát, az NG 272-t. Az autóbusz három és négyajtós kivitelben készült. 1992-ben váltotta le a típust az NG 272(2)-es. Manapság Németországban már a típus egyetlen példánya sem közlekedik közlekedési cégek állományában, de magánüzemeltetésben, vagy más országokban még előfordul néhány példány.

## MAN NG 272(2)

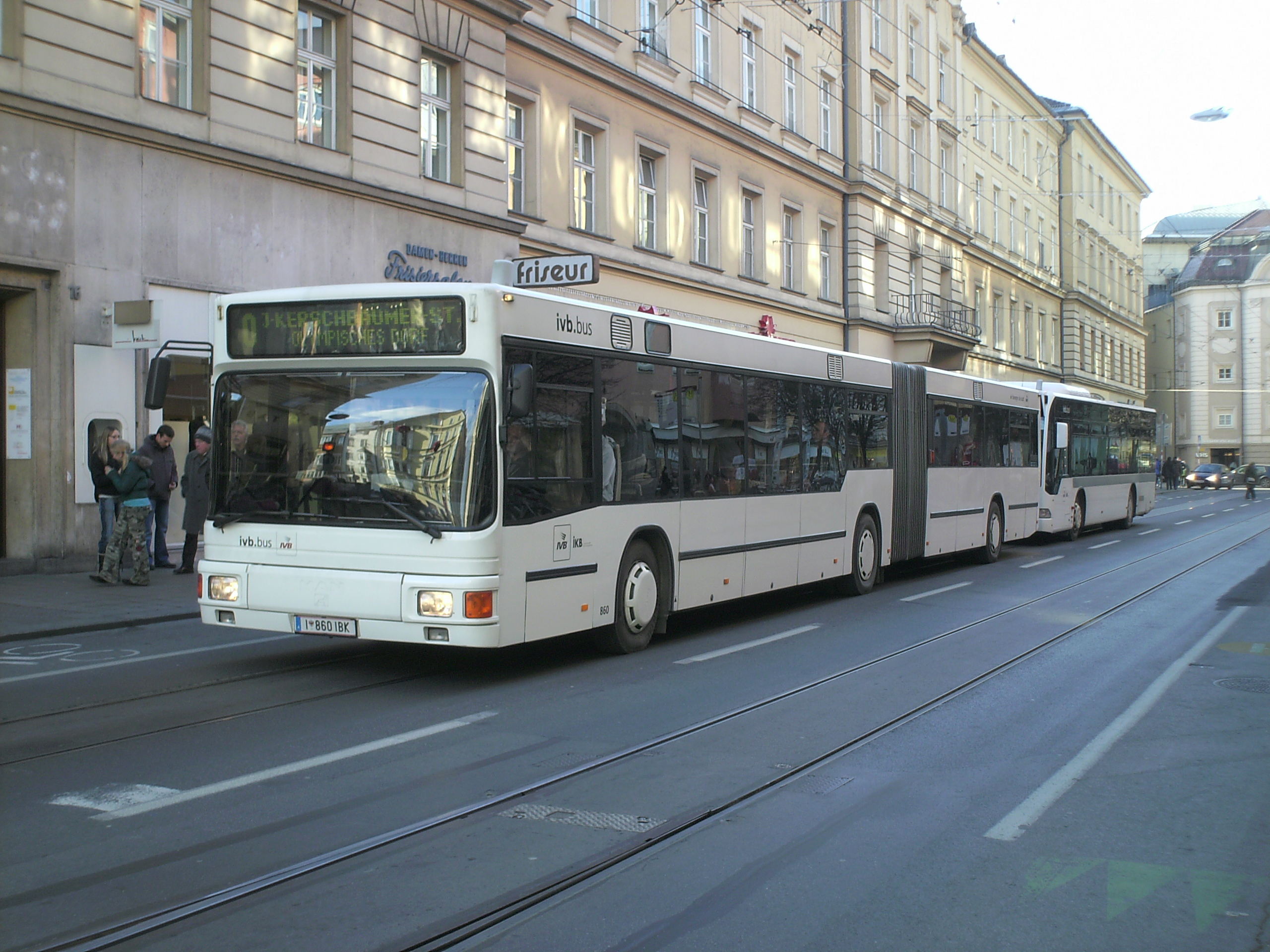
MAN NG272(2) Innsbruck-ban.

A típus belső sorozatneve: MAN A11. 1992 és 1999 között gyártották. A korábbi típushoz képest némi arculatfelvarráson esett át, amelyek az alábbiakban nyilvánulnak meg: második ajtóig az ablakkeret alsó íve alacsonyabbra került, az utasülések korszerűbbekre lettek cserélve. 2001-ig gyártották. 1995-ben jelent meg az Euro II-es motorral szerelt változat, ennek a típusjele: NG 262, NG 242 volt. CNG változata az NG 232.

### MAN A11-esek Magyarországon
A Magyarországon a típusból jóval kevesebb példány közlekedik, mint szóló változatából. A magyarországi volántársaságok közül jelenleg az ÉNYKK állományában fordulnak elő. Az állományban lévő buszok Veszprém helyi járatán közlekedtek 2018 végéig, illetve korábban (a beolvadás előtt) a Zala Volán egy darabbal rendelkezett mely korábban a Hajdú Volánnál közlekedett, de 2009-ben Debrecenben lezajlott szolgáltató váltás miatt feleslegessé vált, így némi állás után ismét visszatért a napi forgalomba immáron a Zala Volánnál, majd az ÉNYKK-nál. Magánüzemeltetőknél a Volánbusz alvállalkozója a T&J Busz Projekt rendelkezik, amely Budapest elővárosában helyközi fordákon teljesítenek szolgálatot, de az ArrivaBus is rendelkezik ilyen autóbuszokkal, amelyekkel a Volánbusz alvállakozójaként Székesfehérvár helyi járatán a 26-os és a 26A vonalakon, valamint egy példánnyal szerződéses járatain teljesít szolgálatot.

## MAN NG 312
1995–2000 között gyártották. A típus példányainak nagy részét Lengyelországban gyártották a Sady városban működő MAN STAR Trucks & Busses Sp. z o.o. üzemben. Négyajtós városi csuklós autóbusz amely a lengyel igényekre szabva készült.

## Fordítás
- Ez a szócikk részben vagy egészben  a   MAN NG 272 című német Wikipédia-szócikk fordításán alapul.  Az eredeti cikk szerkesztőit annak laptörténete sorolja fel. Ez a jelzés csupán a megfogalmazás eredetét és a szerzői jogokat jelzi, nem szolgál a cikkben szereplő információk forrásmegjelöléseként.